# Ruta 37 (Uruguay)
La ruta 37 es una de las rutas nacionales de Uruguay, su trazado se desarrolla en el departamento de Maldonado.

## Historia
Es una ruta moderna, construida para conectar las rutas 10 e Interbalnearia. El 11 de junio de 2013, fue designada a través de la ley 19095, en toda su extensión con el nombre de Fundador Francisco Piria, en honor al fundador de la ciudad de Piriápolis.

## Trazado y detalle de su recorrido
- km 0.000: ruta 10 (Rambla de los Argentinos), Piriápolis.
- km 3.500: empalme ruta 73.
- km 4.500: castillo de Piria.
- km 6.000: estación de cría de fauna autóctona Cerro Pan de Azúcar.
- km 9000: empalme con ruta Interbalnearia.
- km 10.000: empalme con ruta 9.

## Estado y material
Es de tratamiento bituminoso, de estado bueno y pertenece a la Red Nacional Terciaria